# Relations entre la Syrie et la Turquie
Les relations entre la Syrie et la Turquie sont les relations internationales s'exerçant entre deux États frontaliers du Proche-Orient, la Syrie et la République de Turquie.
Les relations turco-syriennes s’inscrivent dans la continuité d’un rapport complexe entre Turquie et monde arabe. Le mythe des « traîtres » arabes est une représentation ancrée dans l’imaginaire collectif turc : les Arabes, en particulier les Syriens sous l’égide du roi Fayçal, sont perçus au XXe siècle comme ayant pactisé avec les Occidentaux contre les Turcs afin de prendre Damas.
En Syrie, la représentation des Turcs est très influencée par le souvenir de l’époque ottomane et les persécutions subies sous le règne ottoman, notamment à travers la culture populaire.
Parmi les différends entre les deux États : le rattachement du Sandjak d'Alexandrette à la Turquie en 1939 (devenant la province de Hatay) en 1939, les conflits de l'eau résultant du projet d'Anatolie du Sud-Est par la Turquie et le soutien de la Syrie au Parti des travailleurs du Kurdistan (PKK).
Malgré une amélioration des relations après 1999 à la suite de l'expulsion du chef du PKK Abdullah Öcalan par les autorités syriennes, puis la signature de l'accord de libre-échange entre la Turquie et la Syrie, à partir de 2011 la guerre civile syrienne a de nouveau tendu les relations entre les deux pays. La défense anti-aérienne syrienne abat même un avion de la force aérienne turque effectuant un vol d'entraînement au-dessus des eaux internationales.
Les deux pays sont membres de l'Union pour la Méditerranée et de l'Organisation de la coopération islamique.
Dans des enregistrements divulgués en 2014, le chef des services secrets turcs Hakan Fidan suggère de faire tirer des roquettes depuis la Syrie vers la Turquie afin de justifier une action militaire en représailles.

## Les relations turco-syriennes après la chute de l'Empire ottoman

### Le sandjak d'Alexandrette: racines historiques d’une source de tension diplomatique constante
Plusieurs tensions larvées jettent une ombre sur les relations turco-syriennes, dont la plupart plongent leurs racines dans la période de protectorat européen sur la région. De nombreuses tensions sont en effet liées à des controverses sur la frontière entre les deux pays, tels que la question du partage des eaux du Tigre et de l’Euphrate.
L’une des tensions les plus importantes et emblématiques de la relation est celle sur le sandjak d'Alexandrette. Dès 1946, la nouvellement indépendante République syrienne attaque l’État turc sur son acquisition du sandjak d’Alexandrette, ou sandjak d’Iskenderun, jugée illégitime.
Le terme de « sandjak » désigne une ancienne division administrative de l’Empire ottoman. À la chute de ce dernier, en 1918, le sandjak d’Alexandrette, bordée par le golfe du même nom, devient officiellement la province de Hatay. Cette-dernière présente une grande importance stratégique : au carrefour du Proche-Orient, entre Iran, Syrie, Turquie, Jordanie et péninsule arabique, voie de passage entre l’ouest de la Turquie et l’Anatolie du Sud-est, elle est également une source d’énergie non négligeable via de nombreux oléoducs. La baie d’Iskenderun est en outre un lieu de dynamisme économique important : ports commerciaux et industriels, terres agricoles (blé, coton, tabac, olives, légumes de serre), industrie (aciérie).
À la chute de l’Empire ottoman, sur les bases des accords d’Ankara du 21 octobre 1921, aussi connus sous le nom de « accords Kemal-Franklin-Bouillon », les Français reconnaissent un régime spécial pour le sandjak d’Alexandrette : la communauté turque bénéficie de mesures culturelles favorables et le turc est autorisé à être la langue officielle.
En effet, les Turcs représentent 39 % de la population de la province d’Hatay, et 60 % de celle de la capitale, Antioche. Sur ce constat se basent les revendications turques sur la région : les Français ont alors le contrôle de la province d’Hatay, comme partie de la Syrie mandataire. Dans le contexte de montée des tensions en Europe, la France finit par accorder le contrôle du sandjak d’Alexandrette à la Turquie par l’accord « arrangement portant règlement définitif des questions territoriales entre la Turquie et la Syrie », du 23 juin 1939.
La Syrie exprime dès son accession à l’indépendance au printemps 1946 des vues sur le sandjak, désigné par le nom de « liwa d’Iskenderun ». Ce litige territorial rejoint des problématiques identitaires dans les deux pays : le nationalisme turc en construction va de pair avec l’affirmation des frontières et les contestations de celles-ci réveillent le syndrome de Sèvres au sein de la société turque. Selon la vision syrienne, l’appartenance du sandjak à la Turquie est une preuve d’un expansionnisme turc vers le sud moyen-oriental, qui s’oppose aux réparations des dommages commis envers l’intégrité territoriale syrienne durant la domination étrangère. Ainsi, dans les manuels scolaires syriens des années 1960, sous le régime nationaliste du parti Baas, celui-ci est ainsi représenté comme une province syrienne injustement arrachée à la mère patrie – bien qu’à l’époque de l’attribution du sandjak à la Turquie, celui-ci n’appartenait de fait à aucun autre État souverain.
Les militants nationaliste syriens originaires d’Alexandrette, majoritairement alaouites, poussent massivement vers cette politique territoriale révisionniste. Parmi eux on trouve Zaki Al Arsûzî, théoricien du nationalisme arabo-syrien.
Cette question du liwa d’Iskenderun/Alexandrette s’agrège en effet bien souvent aux relations tendues que la Turquie entretient avec le reste du monde arabe : l’Arabie saoudite prend ainsi la décision politique en 1985 de ne plus accorder de visa aux Turcs natifs de la province de Hatay. Néanmoins, certains pays arabes se rangent ponctuellement à la vision turque, comme le roi Faysal II d’Irak en 1946.
Dans les années 2000, le contentieux tend à se tasser autour d’un statu quo : des opérations de déminage et la création de zones franches prouvent une certaine reconnaissance de la part de la Syrie. Des dédommagements financiers pour régler la question des expropriations de paysans syriens ou turcs sont envisagés.

## La guerre froide et l’accentuation des tensions
Au sein de la guerre froide, les tensions s’accentuent. La Turquie est en effet proche du bloc occidental : Ankara reconnaît Israël dès 1949, ce qui ne manque pas de peser sur ses relations avec ses voisins arabes. La Turquie devient également membre de l’OTAN en 1952, se positionnant comme la puissance alliée des États-Unis au Proche-Orient. L’alliance de la Turquie avec les États-Unis s’explique par des enjeux sécuritaires, face aux pressions soviétiques qu’elle subit au Nord.
Le régime syrien, en revanche, dont tous les bords politiques (étatistes corporatiste, socialistes, nationalistes ethnique ou islamistes) sont déjà très critiques envers la Turquie et influencés par l’essor des partis de gauche, se range dans le camp soviétique. Cette inscription dans la bipolarité mondiale renforce les tensions, notamment sur les controverses frontalières.

### Les rapports turco-syriens face à la crise de Suez
Durant la crise de Suez de 1956, Syrie et Turquie sont ainsi affiliées à des blocs opposés. Pour la Turquie, la crise signifie une occasion de réaffirmer son importance stratégique auprès de ses alliés occidentaux. Néanmoins, le discours turc sur la stabilité supposée être apportée à la région du Moyen-Orient par les puissances occidentales est largement discrédité par cette opération franco-britannique. La Syrie quant à elle est alliée avec l’Égypte.

### La crise turco-syrienne de 1957
Face aux troubles qui surviennent en Jordanie au printemps 1957, les pays voisins comme les grandes puissances s’alarment sur une potentielle déstabilisation régionale. La Syrie intervient militairement par jeu d’alliances ; de ce fait, elle se retrouve face aux États-Unis, qui vise à empêcher la région de tomber aux mains des forces communistes.
Le New York Times du 7 octobre 1957 publie un entretien avec le chef d’État russe, Khrouchtchev, dans lequel celui-ci s’exprime ainsi sur la crise : « La Turquie se prépare à une guerre avec la Syrie et ce sont certaines personnalités aux États-Unis qui poussent la Turquie vers ce dangereux chemin… Après tout, les États-Unis sont loin de cette région, tandis que nous sommes limitrophes. Si l’on sort les armes, il sera difficile de s’arrêter… et il y aura de graves conséquences ». Cependant, selon l’ambassadeur turc en Jordanie à l’époque, Mahmut Dikerdem, les menaces relèvent avant tout de la manœuvre politique, plus que d’une réelle intention guerrière. Cette hypothèse est corroborée par la désescalade amorcée par l’URSS dès la fin octobre 1957 : le 29 octobre, Khrouchtchev annonce explicitement qu’il n’y aura pas de crise entre Ankara et Moscou.
Dans les années suivant cette crise, la Turquie comme la Syrie doivent elles-mêmes faire face à des troubles domestiques, respectivement coup d’État et tournant dictatorial du régime. La Syrie est également un régime de plus en plus rentier : notamment après la guerre du Kippour de 1973, elle bénéficie d’un soutien diplomatique et financier croissant de la part des monarchies pétrolières. Cela a pour effet de pousser la Turquie a une diplomatie plus multilatérale : elle entame des efforts vers le Moyen-Orient avec un discours relativement pro-arabe, même si ceux-ci restent marginaux du fait de l’alliance turco-américaine et de la détérioration des rapports entre Israël et le monde arabo-musulman.

### Les rapports turco-syriens face à la question israélo-palestinienne: une politique turque ambiguë
Dès la création de l’État israélien, la Turquie le reconnaît à la fois comme État légitime et comme allié stratégique : c’est le premier État à majorité musulmane à apporter son soutien à Israël, ce qui n’améliore pas ses relations avec son voisin syrien. Une certaine ambivalence est néanmoins de mise dans le contexte régional : la Turquie s’oppose ainsi stratégiquement au partage de la Palestine lorsque celui-ci est voté à l’ONU.
La tension diplomatique israélo-syrienne profite en outre à la Turquie : Damas détourne ainsi le regard des conflits territoriaux tel que celui sur la province de Hatay.
Dans les années 1960, les aides économiques américaines baissent et le développement économique turc prend son envol. La Turquie exerce alors sa nouvelle stratégie diplomatique relativement pro-arabe : en 1967 et en 1973, elle défendra ainsi la cause des pays arabes face à Israël à l’ONU et n’hésite par à leur fournir ravitaillement alimentaire, vestimentaire ou médical via le Croissant Rouge.
Néanmoins, sa tentative d’équilibrer ses relations diplomatiques entre alliance avec Israël et bons rapports avec les pays arabo-musulmans agacent des deux côtés. La Syrie décrie notamment cette attitude à la sortie de la Conférence Islamique de Rabat en 1969 : la stratégie turque vers le Moyen-Orient n’améliore pas les relations entre les deux pays.
L’alliance militaire israélo-turque de 1996 n’arrange pas ce climat de tension.

## Une relation inscrite dans des enjeux ethniques et énergétiques

### La controverse autour du partage des eaux transfrontalières et le projet d’Anatolie du Sud-Est

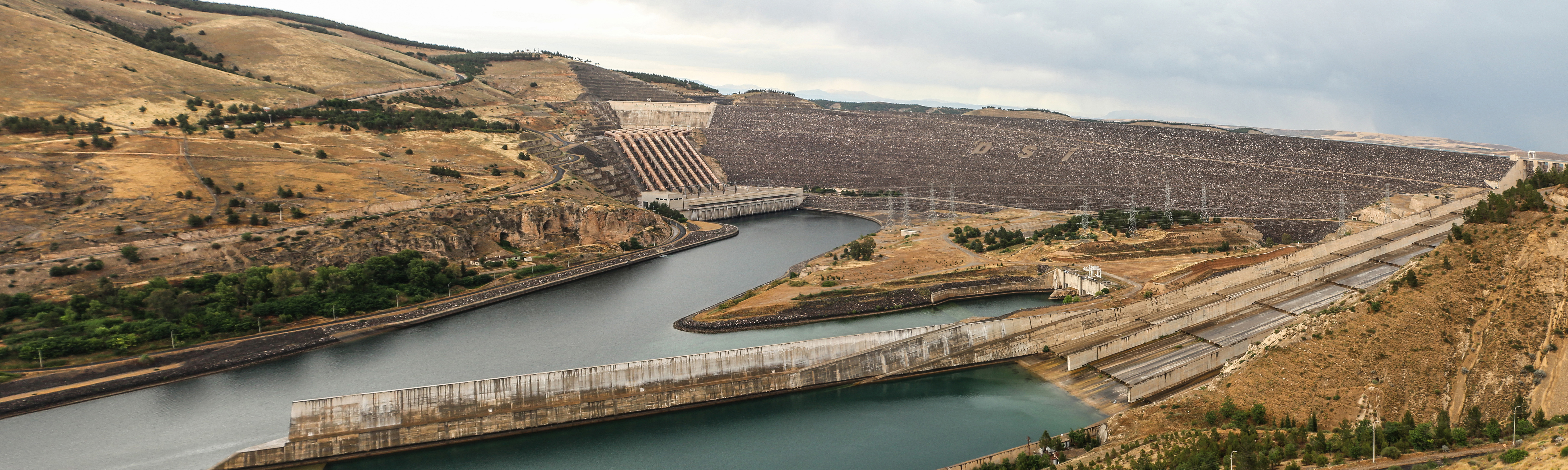
Le barrage Atatürk.

La question de l’exploitation des eaux du Tigre et de l’Euphrate, imbriqué dans la question des minorités, est un sujet de discorde ancien entre Turquie, Syrie et Irak.
La Syrie mandataire conclue pour la première fois des accords avec la Turquie sur la question de l’Euphrate. Ces accords sont néanmoins remis en question dans les années 1960, date à laquelle les premiers projets d’aménagement basés sur l’exploitation du fleuve sont lancés : les pourparlers turco-syriens commencent en 1962 et un comité technique est créé pour régler la question en 1965, auquel l’Irak est invité à participer. Aucun consensus ne parvient néanmoins à être atteint.
Des tensions se créent particulièrement dans les années 1980 autour de grands projets de barrages turcs, dénoncés comme préjudiciables pour la Syrie car compromettant leurs ressources hydrauliques. En 1990, le remplissage du barrage Atatürk par la Turquie interrompt ponctuellement pendant le mois de janvier l’écoulement de l’Euphrate : le ministre syrien de l’Irrigation et de l’Agriculture parle de « dangereux précédent ».
Plutôt qu’un partage, la Turquie accepte à accorder aux revendications syriennes et irakiennes une certaine coopération sur la résolution de problèmes techniques, sur certains aménagements hydrauliques et sur un utilisation « raisonnable et équitable » des réserves d’eau. Les pays riverains sont tenus, en vertu des conventions, à ces critères raison et d’équité, ainsi qu’à l’impératif de ne pas causer de dommage important aux pays en aval ; ces termes sont néanmoins sujets aux interprétations.
Ces tensions autour de l’enjeu des ressources hydrauliques recoupent les contentieux sur la question kurde : le grand « Projet de l’Anatolie du Sud-Est » (GAP) turc composé de 22 barrages hydrauliques a en effet pour but de lutter contre le sous-développement des territoires frontaliers, où l’activisme kurde pose le plus problème. Le GAP est donc conçu comme une solution à des tensions internes.

### La question kurde dans les relations turco-syriennes
La Turquie est le pays qui accueille la plus grosse part de la population kurde, principalement répartis au sud-est du territoire turc (cf. Kurdistan turc). Outre les minorités kurdes en Irak et en Iran, la présence kurde s’étend au nord-est de la Syrie, où les Kurdes sont néanmoins beaucoup moins regroupés en une communauté et portent des revendications beaucoup moins véhémentes. Ces régions d’Anatolie orientale, bassins des fleuves Tigre et Euphrate, sont les terrains sur lesquels Syrie et Turquie lancent leurs grands aménagements hydrauliques.
La Syrie fait preuve jusqu’en 1998 d’une certaine complaisance face aux activistes kurdes du Parti des travailleurs du Kurdistan (PKK), qui mène alors une lutte nationaliste kurde opposée au régime turc, notamment via des actions terroristes. Dans les années 1980, la Syrie du parti Baas est alliée à l’URSS et influencée par la gauche anti-impérialiste : elle prête donc refuge aux organisations de gauche agissant en Turquie telles que le PKK, de sensibilité marxiste-léniniste. Outre les jeux de pouvoir de la guerre froide, il s’agit pour la Syrie d’un instrument de déstabilisation de la Turquie : la partie sud du pays se trouve dans un état de quasi guerre civile (cf. conflit kurde en Turquie), avec un coût financier de plus de 100 milliards de dollars pour l’État turc et des milliers de pertes humaines. Le fondateur et leader du PKK, Abdullah Öcalan, coordonne la lutte armée depuis Damas.
En 1984, en parallèle des négociations au sein du comité tripartite Syrie/Turquie/Irak, les gouvernements turc et syrien engagent un protocole de coopération pour la sécurité frontalière, dans une optique de lutte contre le terrorisme ; la mesure a peu d’impact sur la situation du PKK, mais constitue un premier précédent sur la question entre les deux pays.
Le 16 juillet 1987, Syrie et Turquie signent deux protocoles, un de coopération économique sur le partage des ressources hydrauliques, et un de coopération sécuritaire concernant les groupes terroristes sur leurs territoires respectifs. Néanmoins, cette nouvelle initiative échoue à nouveau : la Syrie ne reconnaît pas la présence du PKK sur son sol, et celui-ci continue à mener ses actions avec l’appui logistique et politique du régime syrien.
L’accroissement de la violence du PKK dans les premières années de la décennie 90 pousse la Turquie à engager des mesures de coercition contre la Syrie, qu’elle accuse publiquement de soutenir le groupe, notamment en lui donnant accès aux bases d’entraînement de la plaine de la Bekaa. La Syrie nie, mais signe un nouveau protocole en 1992. Elle reconnaît également le PKK comme « organisation hors la loi ». Le Premier ministre turc Demirel, lors de sa visite officielle à Damas en 1993, confronte le gouvernement syrien à diverses preuves de la présence d’Öcalan dans la capitale.
Le renforcement des liens turco-israéliens au cours des années 1990, encouragé par la fin de la guerre froide, permet à Ankara de faire pression sur le régime syrien via Tel Aviv : le président israélien Ezer Weizman se rend ainsi en Turquie en janvier 1994 et consacre une part importante de son temps au projet GAP, envoyant ainsi un signal fort envers la Syrie.
En guise de réponse aux pressions de la Turquie et d’Israël, la Syrie s’allient à huit pays arabes, dont l’Égypte et l’Arabie saoudite, pour produire une note diplomatique à l’intention d’Ankara pour remettre en cause sa politique hydraulique.
En 1996, la Turquie signe un accord militaire avec Israël et réduit ses rapports diplomatiques avec la Syrie. Les États-Unis se joignent également à la pression sur Damas concernant la présence du PKK sur le sol syrien. L’escalade dans les tensions s’accélère jusqu’en 1998, où la Turquie menace la Syrie d’intervenir militairement.

### La crise turco-syrienne de 1998
Les tensions turco-syriennes culminent en automne 1998 : les discours politiques turcs évoquent une perte de patience et un droit à l’auto-défense en vertu l’article 51 de la Charte de l’ONU. Ce discours se couple d’une militarisation à la frontière turco-syrienne, due à la fin de la guerre froide, qui jouait un rôle d'anesthésiant des tensions frontalières. L’Égypte, à travers la figure de Hosni Moubarak, s’engage à jouer les médiateurs entre les deux pays. Une coalition de pays arabes pro-syriens (dont la Libye, le Liban, le Yémen et le Koweït) milite également en faveur d’un règlement diplomatique de la crise et fait pression en ce sens sur la Turquie.
Fin 1998, le régime syrien prend la décision d’expulser le leader du PKK de son territoire, et évite ainsi un affrontement armé. Les négociations de sortie de crise donnent lieu à l’accord d’Adana du 20 octobre 1998, par lequel la Syrie retire officiellement son soutien au PKK. La Turquie s'affirme comme puissance militaire régionale et les relations turco-syriennes sortent du climat de conflit larvé permanent.

## L’espoir d’entente dans l’après-98
À la suite de l’accord d’Adana, les relations entre Turquie et Syrie prennent un nouveau tour : une ligne téléphonique directe est installée entre Damas et Ankara, des missions diplomatiques sont mises en place et un système de « surveillance des mesures de consolidation de la sécurité et de leur efficacité » est lancé.
De 1998 à 2002, on assiste ainsi à une période de « trust building » entre Turquie et Syrie. Cette période, marquée par l’instauration d’un « téléphone rouge » entre Damas et Istanbul, culmine en juin 2002, date à laquelle Abdel Halim Khaddam et Hassan Turkmani, alors respectivement vice-président et chef d’état-major de la Syrie, rencontrent à Ankara leurs homologues turcs afin de négocier les modalités du rapprochement entre les deux pays.
La politique extérieure des États-Unis n’est pas étrangère. Après le 11 septembre 2001, la politique américaine au Moyen-Orient met la Syrie dans une position délicate : elle est désignée par les États-Unis comme un soutien du terrorisme. En outre, l’assassinat de Rafiq Hariri, dans lequel l’implication de la Syrie est dénoncée dans le rapport d’investigation de l’ONU, la met au ban de la communauté internationale : non seulement les pays occidentaux mais aussi les pays arabes, dont l’Arabie saoudite, sont nombreux à avoir des liens avec la famille Hariri. Ces perturbations, ajoutées à la perte du marché irakien, pousse la Syrie à resserrer ses liens avec ses alliés régionaux. Le rapprochement avec son voisin turc est donc un choix rationnel de Hafez el-Assad.
L’arrivée au pouvoir du gouvernement islamiste de l’AKP signe également un facteur important de l’amélioration relation bilatérale Turquie-Syrie : un parti revendiquant sa confession islamique à la tête du pouvoir rassure la Syrie. Ainsi, le président turc Ahmet Necdet Sezer est présent aux funérailles de l’ancien leader syrien Hafez El Assad en 2000 ; par la suite, les visites bilatérales se multiplient. En 2004, un accord de libre-échange entre les deux pays est signé et entre en vigueur en 2007 : il réduit de 50% les droits de douane. Ghassan al-Rifai, ministre syrien de l’économie et du commerce étranger, parle en terme élogieux de la relation turco-syrienne pour le développement de l’économie de son pays : « La Turquie est pour nous la clé de la porte de l’Europe. Les relations turco-syriennes vont consolider le potentiel d’une région qui lie l’Europe, en passant par la Turquie, au Liban et à la Jordanie ». En 2005, la Syrie est officiellement retirée de la liste de pays considérés comme une menace pour la Turquie dans le « Livre rouge » turc. En 2009, une mesure permet la levée des visas entre les deux pays : les citoyens turcs et syriens se voient accorder un droit de séjour de trois mois après leur entrée sur le territoire, ce qui a pour effet de stimuler les échanges touristiques.
Pour qualifier la période de 2002 à 2010, certains parlent alors de « lune de miel » turco-syrienne.
Le revirement complet de la Syrie sur la question kurde est révélateur de ce retournement dans la relation entre les deux pays : Abdullah Gül, ministre des affaires étrangères, réaffirme dès 2003 la nécessité de contrer les volontés souverainistes kurdes. En 2007, Damas permet ainsi aux Turcs d’intervenir militairement contre les bases du PKK dans la région d’Irak du Nord.
En avril 2008, la Turquie est désignée pour encadrer les négociations entre régimes syrien et israélien, une marque de confiance symbolique de la part de Damas et possibilité pour la Turquie d’affirmer un rôle de médiateur diplomatique dans la région.
À cette même période, la détérioration des relations turco-israéliennes, notamment due à l’opération « Plomb durcie » d'Israël à Gaza, qui s'additionne à l'enlisement des négociations avec l'Union européenne, pousse Ankara à se rapprocher de ses voisins. Ainsi, à partir de 2009, les relations turco-syriennes connaissent un dynamisme inédit : la fréquence des visites bilatérales s'accentue ; Recep Tayyip Erdoğan se rend deux fois en Syrie au cours de 2009, Abdullah Gül une fois également ; Bachar el-Assad effectue à son tour une visite officielle en Turquie la même année. La bonne entente des couples présidentiels respectifs, Bachar et Asma el-Assad et Recep Tayyip et Emine Erdoğan, très médiatisée, est symbolique de cette politique de rapprochement.

## La guerre civile syrienne et la rupture diplomatique

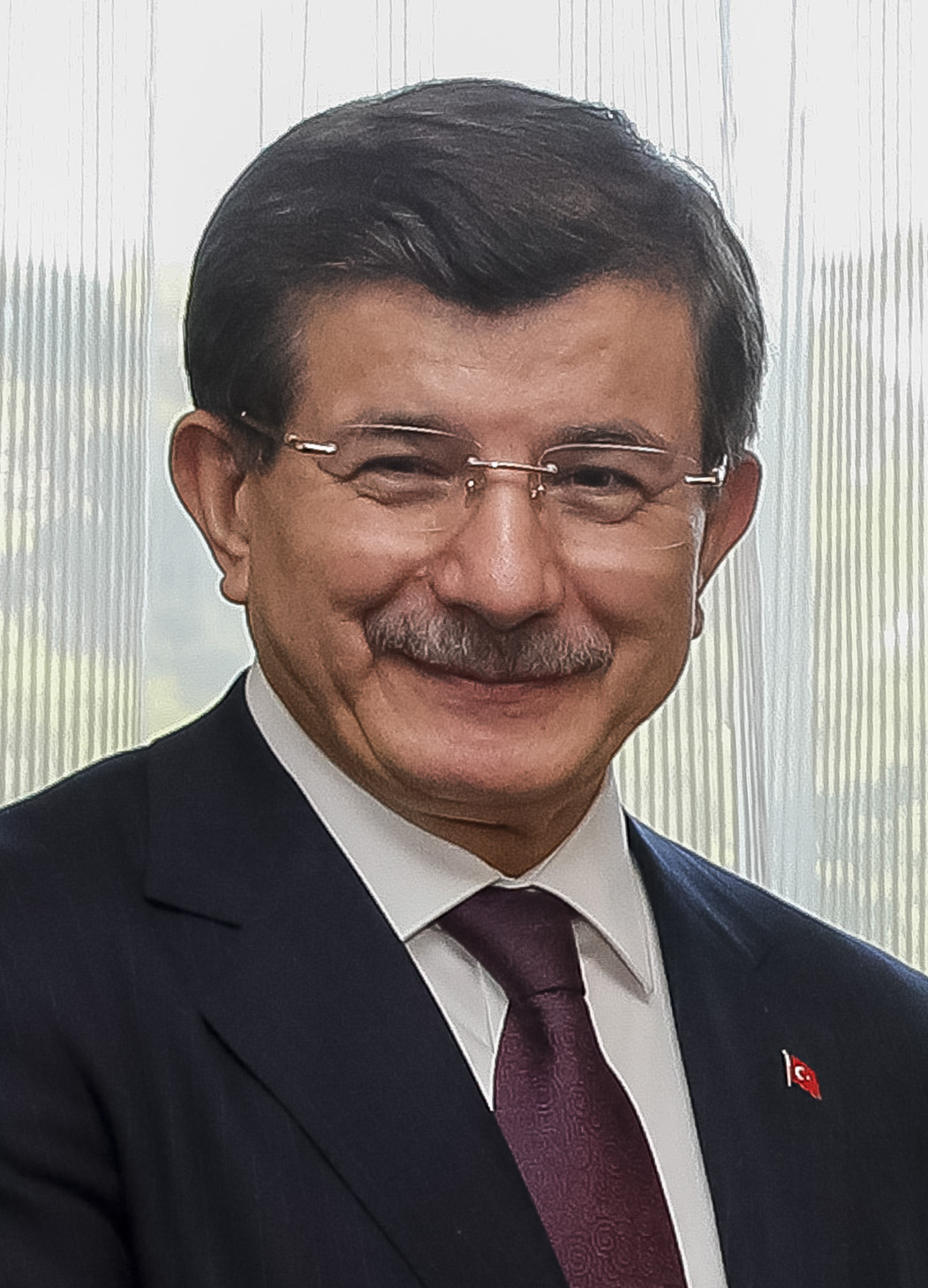
Ahmet Davutoğlu, ministre des Affaires étrangères de 2009 à 2014 et Premier ministre de la Turquie de 2014 à 2016.

Les mouvements contestataires en Syrie éclatent en avril 2011 ; la Turquie développe à leur propos une politique attentiste. Face à la dégradation de la situation fin avril, alors que la répression fait des centaines de victimes, Ankara exprime son inquiétude. Le régime turc cherche à éviter avant tout une propagation de conflits interethniques. Ces inquiétudes se muent en critiques ouvertes tout au long du mois de mai 2011, tout en affirmant encore sa confiance en la capacité du régime de Bachar Al Assad de régler la situation ; cette dernière position est néanmoins de plus en plus difficile à tenir alors que les réfugiés syriens affluent à la frontière. En juin 2011, Ankara accepte qu’aient lieu sur son territoire des réunions d’opposants syriens, à de multiples reprises. Cette attitude est peu appréciée par le régime de Damas.
Le 21 avril 2011, la Turquie annonce la prise de sanctions contre la Syrie, ce qui entraîne la rupture des discussions et une série d’incidents et de tensions dans les mois suivant cette décision. Ainsi, à l’automne 2011, l’ambassade et les consulats turcs en Syrie sont la cible d’attaques par les partisans de Bachar el-Assad. La rupture formelle n'a cependant lieu qu'en août 2011 : le 6 août, Ahmet Davutoğlu, ministre des Affaires étrangères de la Turquie, se rend à Damas pour signifier la perte de patience d’Ankara face à la violence de la répression syrienne. Malgré quelques concessions telles que le retrait des chars dans la ville de Hama, celle-ci ne réduit pas. Le régime syrien fait la sourde oreille face aux invectives internationales ; la confiance turco-syrienne est brisée.
La crise perdure et les pertes financières sont considérables pour Ankara, qui a de très gros intérêts économiques en Syrie. À l'été 2011, la Turquie rompt définitivement avec le régime syrien, en croyant à tort sa chute imminente, et apporte son soutien à la rébellion. Le Conseil national syrien est lancé en octobre à Istanbul et le premier camp de l'Armée syrienne libre est installé en décembre. Bien que l'AKP, au pouvoir, soit proche des Frères musulmans, la Turquie soutient l'ensemble de l'opposition, à laquelle elle fournit des armes, mais elle se montre aussi assez complaisante avec les groupes djihadistes. Les rebelles modérés comme les djihadistes franchissent librement les frontières et leurs blessés sont soignés dans les hôpitaux turcs. Jusqu'au printemps 2015, la Turquie se montre également peu hostile à l'État islamique, dont elle est le principal acheteur de pétrole et de coton par l'intermédiaire d'un réseau de trafiquants et de contrebandiers. L'opposition turque accuse alors le gouvernement de soutenir les djihadistes. Face aux pressions, Ankara inscrit en juin 2014 l'État islamique et le Front al-Nosra dans la liste des organisations terroristes.
Le gouvernement turc considère comme menace principale la formation d'un Kurdistan syrien autonome tenu par le PYD et sa branche armée les YPG, liés au PKK. Il voit d'un très mauvais œil l'alliance formée en 2014 entre les YPG et la coalition internationale menée par les États-Unis, coalition qu'elle intègre pourtant.
La Turquie, qui de 2011 à 2016 accueille plus de deux millions de réfugiés syriens, réclame également à de nombreuses reprises la mise en place d'une zone tampon et d'une zone d'exclusion aérienne au nord de la Syrie, mais elle se heurte à l'opposition des Américains,.
Au terme des quatre premières années de conflit syrien, le bilan de la diplomatie turque est désastreux : la Turquie s'est brouillée avec le monde arabe ; avec les Occidentaux, par son hostilité aux Kurdes des YPG et sa complaisance envers les djihadistes, ; avec la Russie, après l'attaque aérienne du 24 novembre 2015 ; tandis que les relations avec l'Arabie saoudite sont également plutôt fraîches,. À l'été 2016, la Turquie change alors de cap : elle se réconcilie avec la Russie, et admet pour la première fois que Bachar el-Assad est un « acteur qu'il faut reconnaître en Syrie ». Le premier ministre Binali Yıldırım déclare le 20 août : « Il est possible de parler avec Assad pour évoquer la transition en Syrie... Mais pour la Turquie il n'en est pas question. »,. Pour autant, le président Recep Tayyip Erdoğan réaffirme le 27 décembre 2017 sa totale opposition à un maintien au pouvoir de Bachar el-Assad, qu'il qualifie de « terroriste ».

## Une succession d'interventions militaires turques en Syrie
Fin août 2016, l'armée turque lance l'Opération Bouclier de l'Euphrate et intervient directement au Nord de la Syrie pour chasser l'État islamique de sa frontière et empêcher le PYD d'établir une continuité territoriale entre les différents cantons de la région fédérale du Rojava, proclamée le 17 mars 2016,,. De facto, la Turquie parvient également à établir une zone tampon à partir de sa frontière,. Cette opération militaire s'achève officiellement le 29 mars 2017. Cependant l'armée turque reste présente en Syrie. En octobre 2017, elle entre dans le gouvernorat d'Idleb où elle installe des postes d'observation en zone rebelle afin de veiller aux accords de cessez-le-feu.
Au début de l'année 2018, la Turquie tourne ses forces contre le PYD et lance une offensive à Afrine baptisée Opération Rameau d'olivier.
En octobre 2019, une troisième intervention militaire turque, dite Opération Source de paix, vise en Syrie la partie nord du Rojava tenue par les Forces démocratiques syriennes.
Début décembre 2019, en réaction à l'offensive de Maarat al-Nouman et Saraqeb menée par les forces gouvernementales syriennes dans le Nord-Ouest de la Syrie, Recep Tayyip Erdoğan menace de « recourir à la force militaire » sans que cela entrave, dans un premier temps, la progression de l'armée syrienne. La Turquie continue d'acheminer des renforts. Les effectifs de l'armée turque dans la région passent à 5 000 hommes au 11 février 2020 selon l'agence Reuters puis à 15 000 au 20 février 2020. Des soldats turcs sont tués et cinq blessés par une frappe aérienne menée par l'aviation syrienne ou par l'aviation russe. La Turquie revendique pour sa part avoir éliminé une cinquantaine de soldats syriens et détruit plusieurs blindés. À partir du 1er mars 2020, l'armée turque engage une contre-offensive sur le sol syrien à travers l'Opération Bouclier du printemps.
Contrairement aux interventions militaires contre les forces kurdes des YPG (Unités de protection du peuple) en Syrie, les campagnes militaires de la Turquie contre les forces gouvernementales syriennes, tout comme celle initiée en Libye, ne font pas l’unanimité au sein de la population turque, les sondages semblant montrer que la politique syrienne du gouvernement turc est considérée comme un échec parmi la population.
La chute de Bachar el-Assad début décembre 2024 est analysée comme une bonne nouvelle pour la Turquie qui a indirectement soutenu le groupe islamiste Hayat Tahrir al-Cham. Selon les observateurs, l'offensive « spectaculaire » du groupe islamiste n'a pu être menée sans l'aval du gouvernement turc, les services de renseignement turcs étant « pleinement déployés sur place ». La Turquie, qui compte plus de trois millions de Syriens sur son territoire, espère assurer le rapatriement en Syrie du plus grand nombre possible de réfugiés présents sur son sol, la question de leur retour étant devenue une priorité du gouvernement turc. Par ailleurs, le gouvernement turc souhaite obtenir une place prépondérante dans la reconstruction de la Syrie, notamment dans le secteur du BTP. Enfin, celui qui est présenté comme le vainqueur géopolitique veut profiter de la nouvelle situation pour intensifier sa lutte contre les groupes kurdes liés au Parti des travailleurs du Kurdistan (PKK) présents dans le nord-est de la Syrie.